# ESLint
ESLint (czasami wymawiane jako easy lint) -- narzędzie do statycznej analizy kodu (linter) do identyfikacji problematycznych fragmentów w kodzie JavaScript. Został stworzony przez Nicholasa C. Zakasa w 2013 roku. Reguły w ESLint można konfigurować, a niestandardowe reguły można definiować i ładować. 
ESLint obejmuje zarówno jakość kodu, jak i problemy ze stylem kodowania. ESLint obsługuje obecne standardy ECMAScript i eksperymentalną składnię z wersji roboczych dla przyszłych standardów. Kod korzystający z JSX lub TypeScript może być również sprawdzany o ile zostanie użyta odpowiednia wtyczka lub transpilator. 

## Historia
Zarówno JSLint, jak i JSHint nie miały możliwości stworzenia dodatkowych reguł dotyczących jakości kodu i stylu kodowania. Po współudziale w rozwoju JSHint, Zakas postanowił stworzyć nowe narzędzie do lintowania, ESLint, w którym wszystkie reguły można konfigurować, a dodatkowe reguły można zdefiniować według potrzeb. 
W kwietniu 2016 projekt ESLint dołączył do Fundacji jQuery. Później tego samego roku jQuery Foundation połączyła się z Dojo Foundation, tworząc JS Foundation jako projekt Linux Foundation. 
W październiku 2017, dzięki programowi mentorskiemu, ESLint stał się „Graduate Project” Fundacji JS. 
Od marca 2019 projekt ESLint jest częścią OpenJS Foundation, po połączeniu JS Foundation i Node.js Foundation.